# Letiště Zürich

Logo letiště

Letiště Curych (IATA: ZRH, ICAO: LSZH), německy Flughafen Zürich, se nachází v kantonu Curych, severně od centra švýcarského města Curychu. Je to největší švýcarské mezinárodní letiště, sídlí zde švýcarské národní aerolinie Swiss International Air Lines a charterové aerolinie Edelweiss Air. Veškerou zodpovědnost za řízení letového provozu má společnost Skyguide.

## Rekonstrukce
V roce 2003 byl dokončen rozšířený plán rekonstrukce, která zahrnovala výstavbu nového hangáru, terminálu a malé podzemní metro, spojující terminály. V listopadu 2008 začala kompletní rekonstrukce části letiště. Návštěvnická terasa je během rekonstrukce zavřena, její rekonstrukce bude ale součástí plánu.

## Spojení
Curyšské letištní nádraží se nachází pod novým terminálem. Kromě již zmíněné linky mezi letištními budovami na letišti zastavují mezistátní i vnitrostátní dálkové vlaky, regionální a S-Bahn vlaky obvykle jedoucí z a do stanice Curych-hlavní nádraží.
Do centra se lze dostat i tramvají, která jezdí až k letišti.

## Galerie

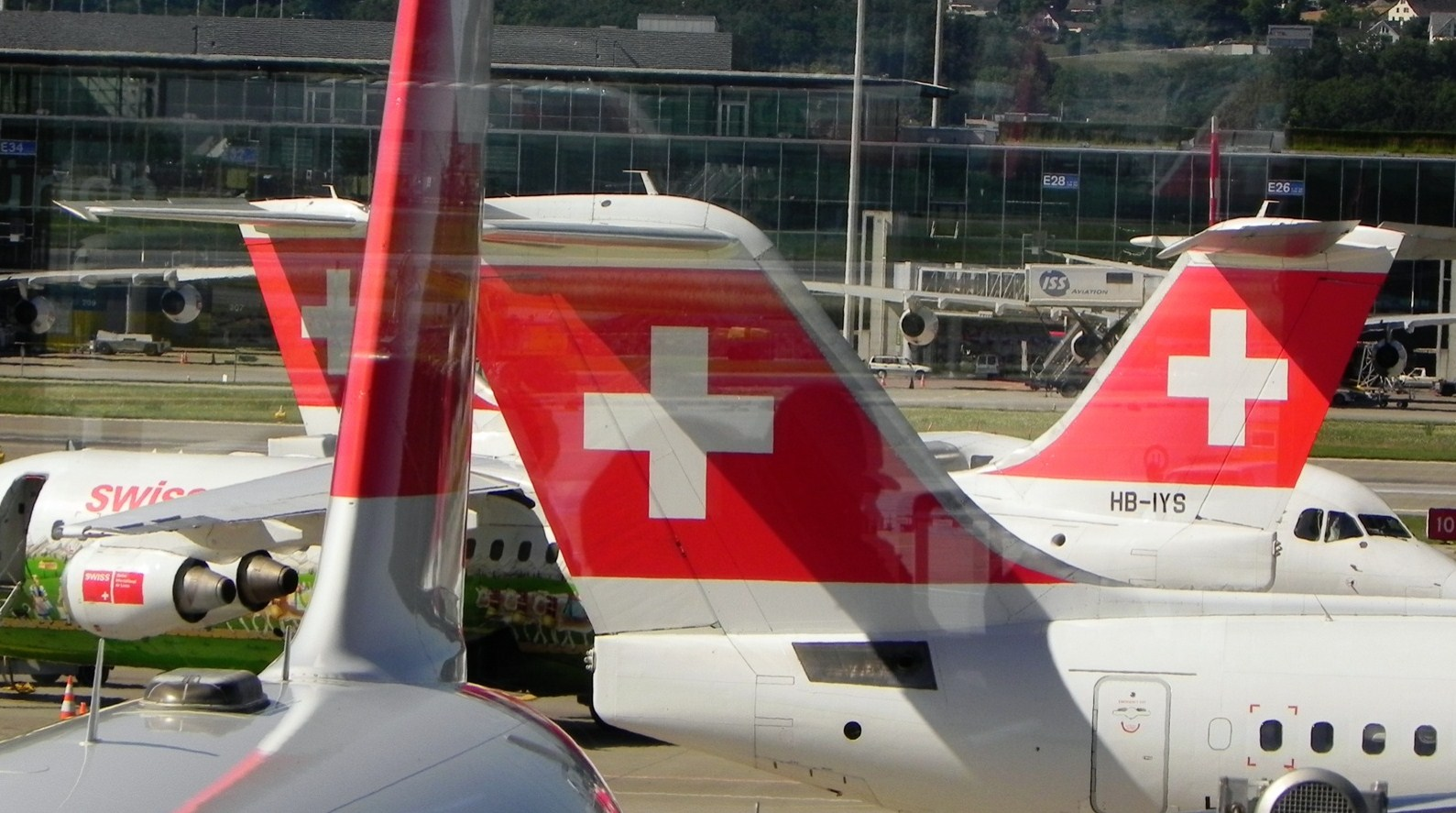
Letouny Swiss International Airlines na letišti v Curychu 2011
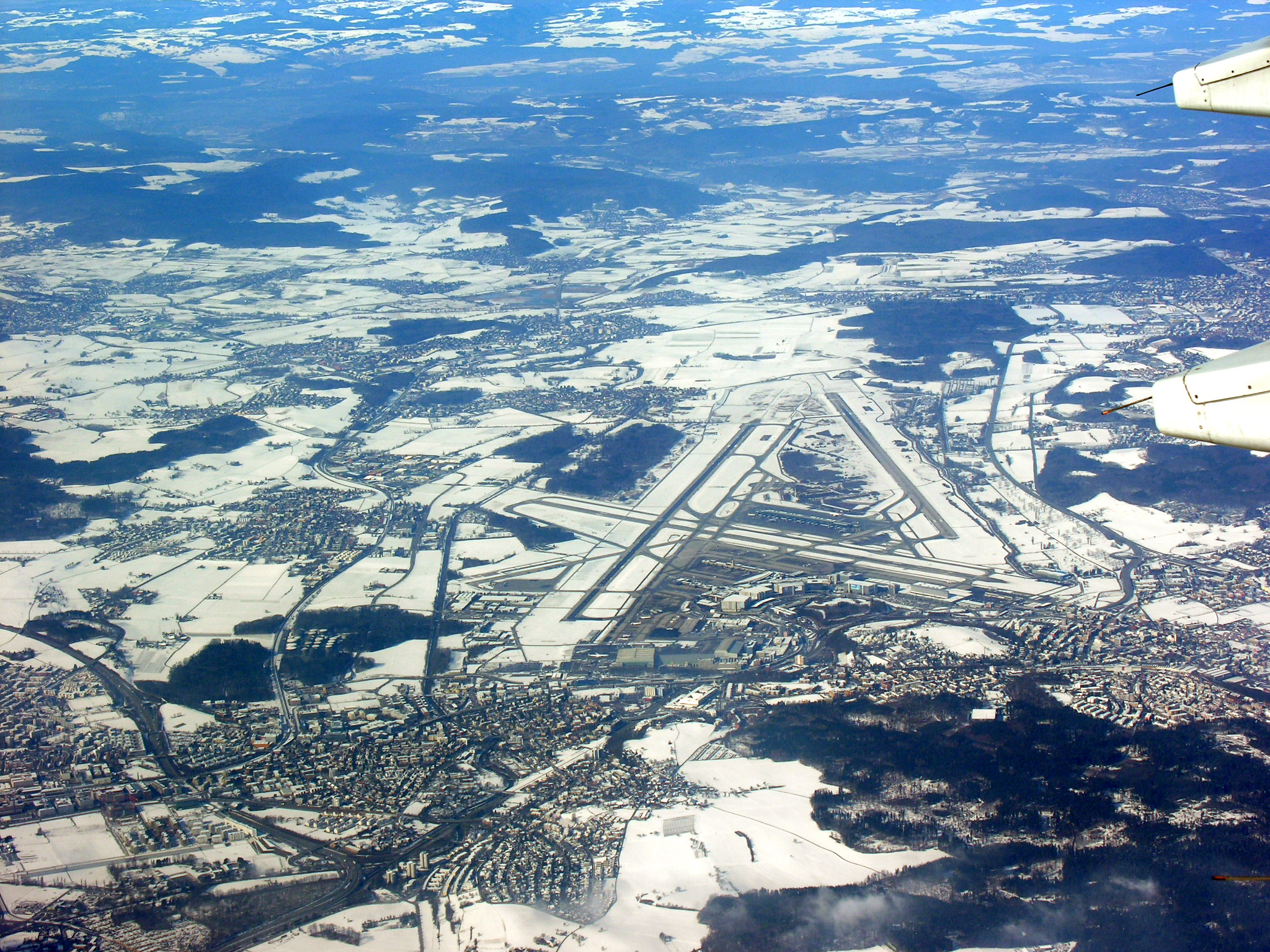
Snímek letiště v zimě
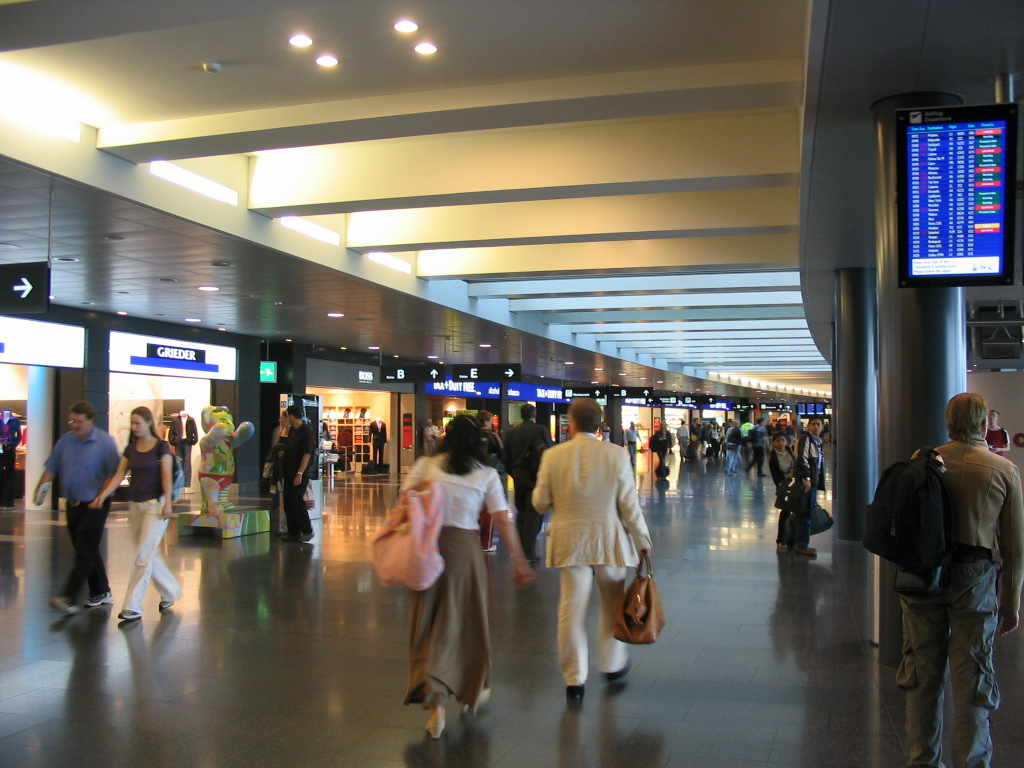
Interiér letiště
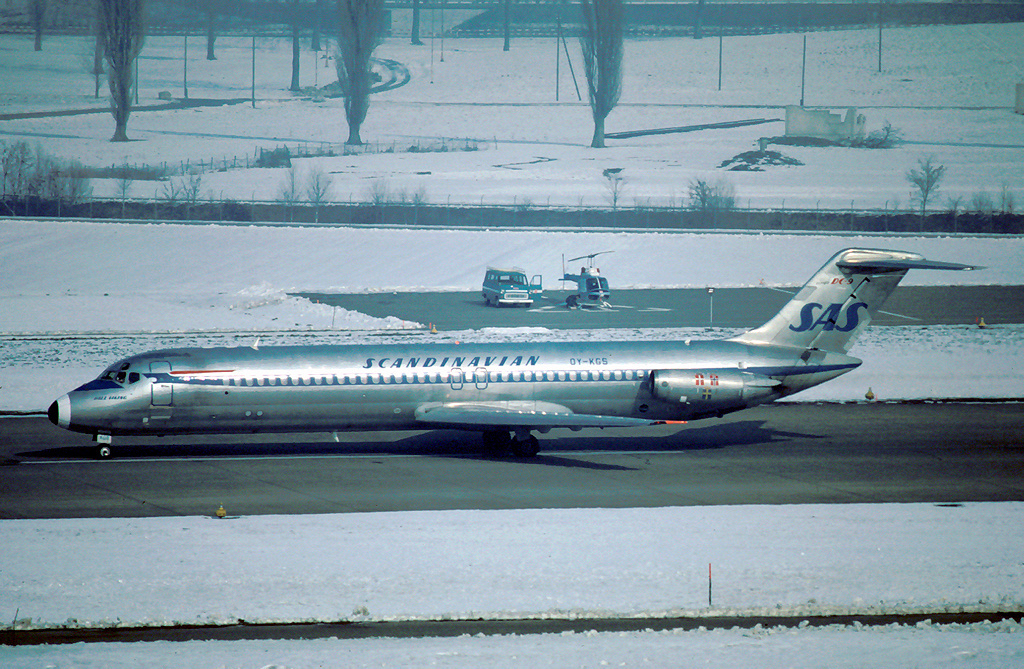
Scandinavian Airlines, curyšské letiště 1983
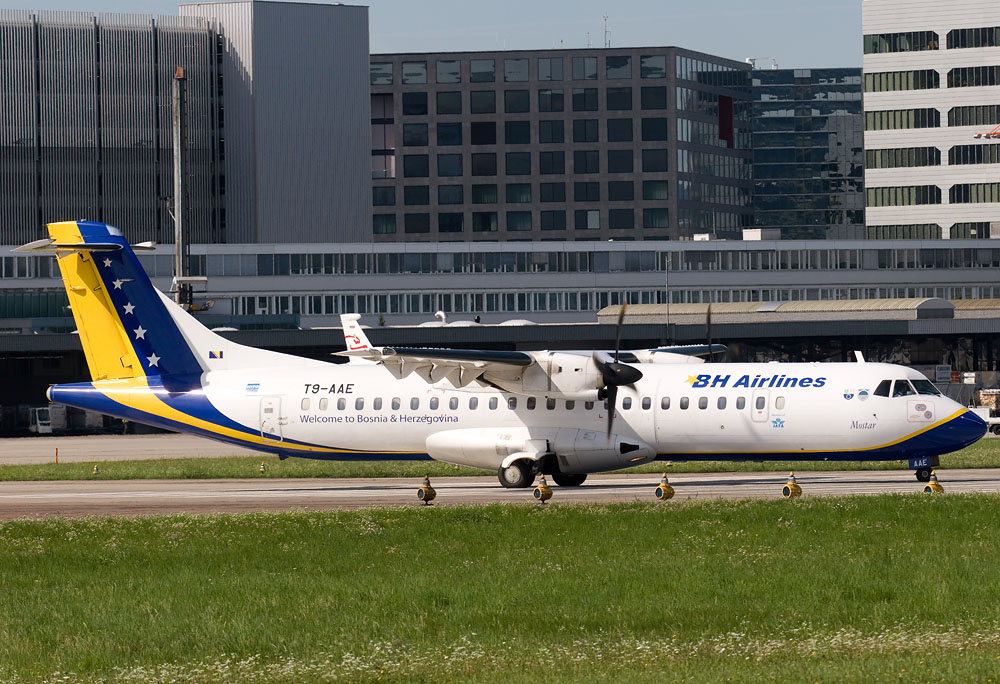
B&H Airlines, curyšské letiště 2008
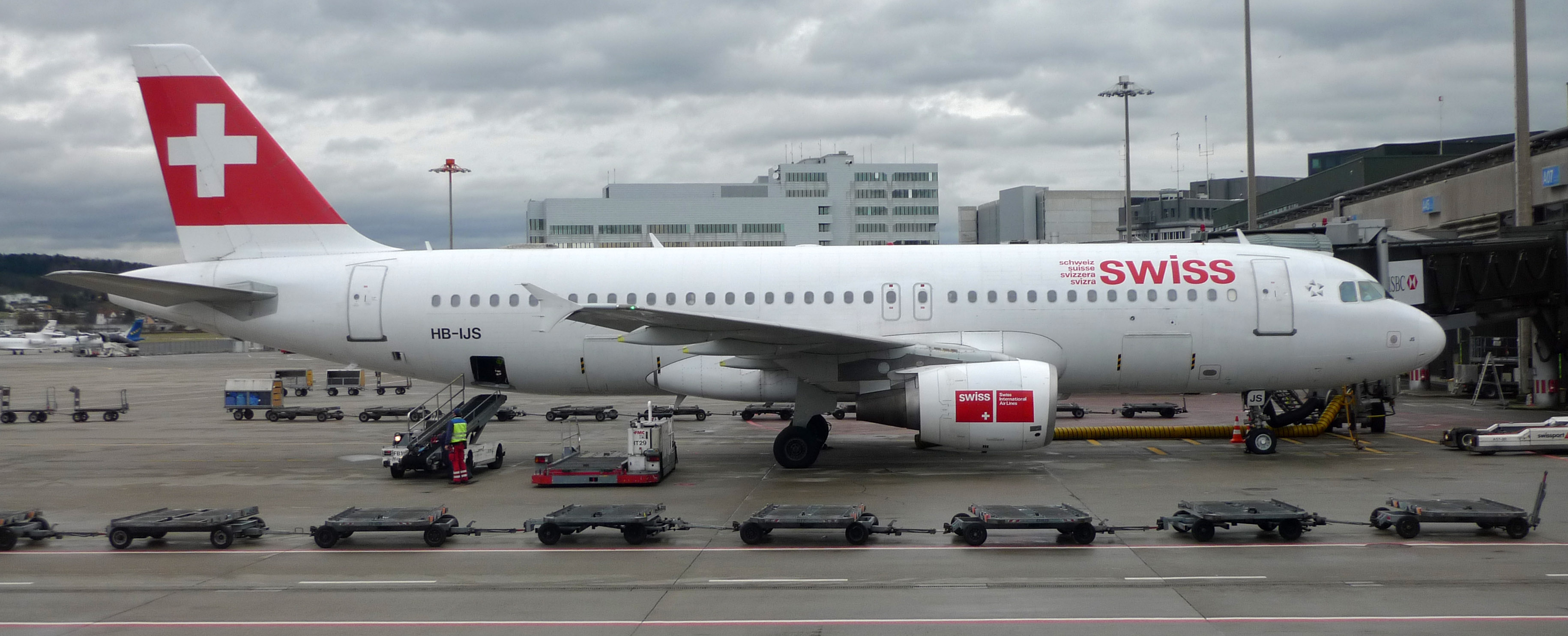
Swiss International Air Lines, curyšské letiště 2009
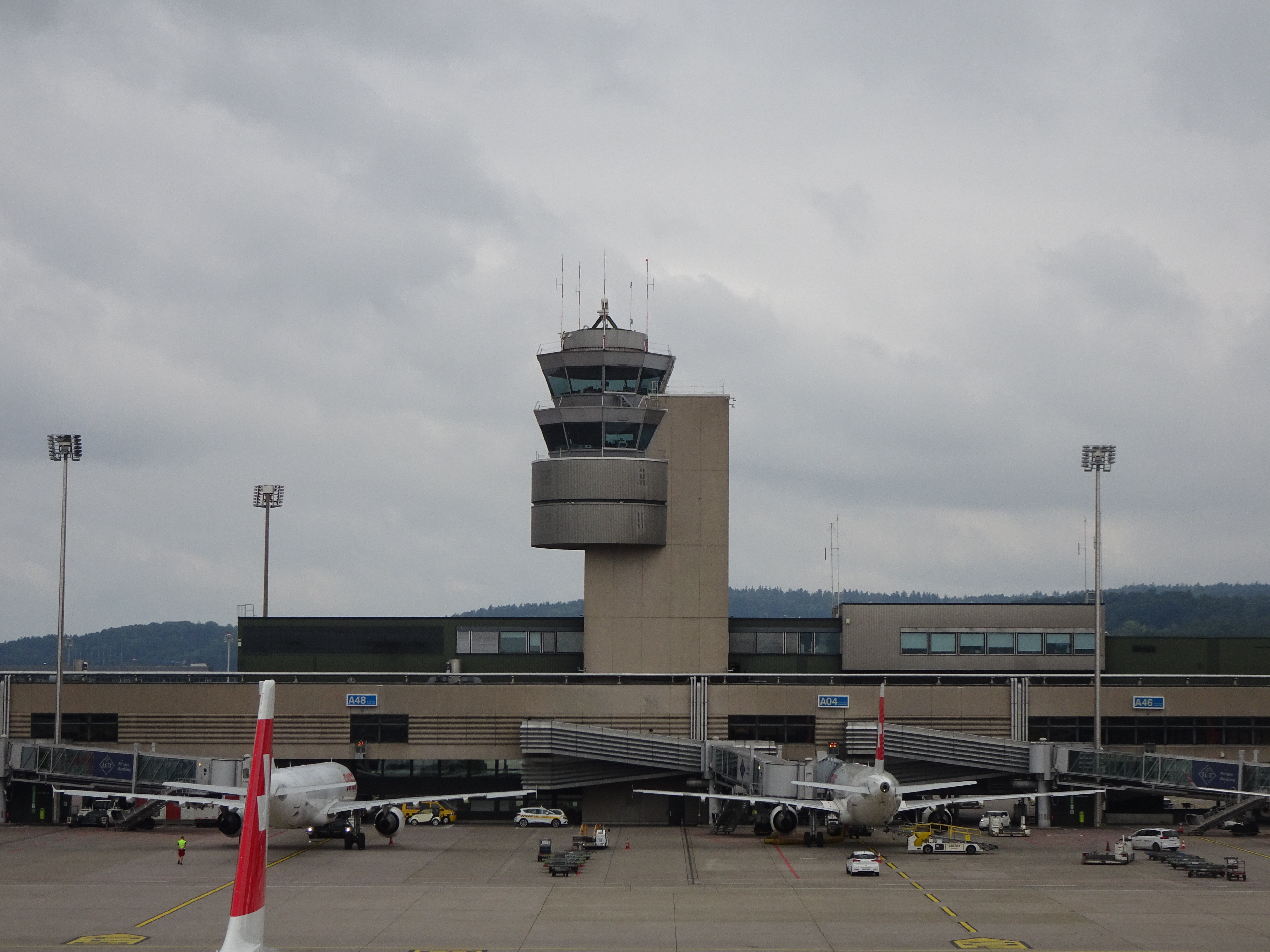
Řídící věž na curyšském letišti
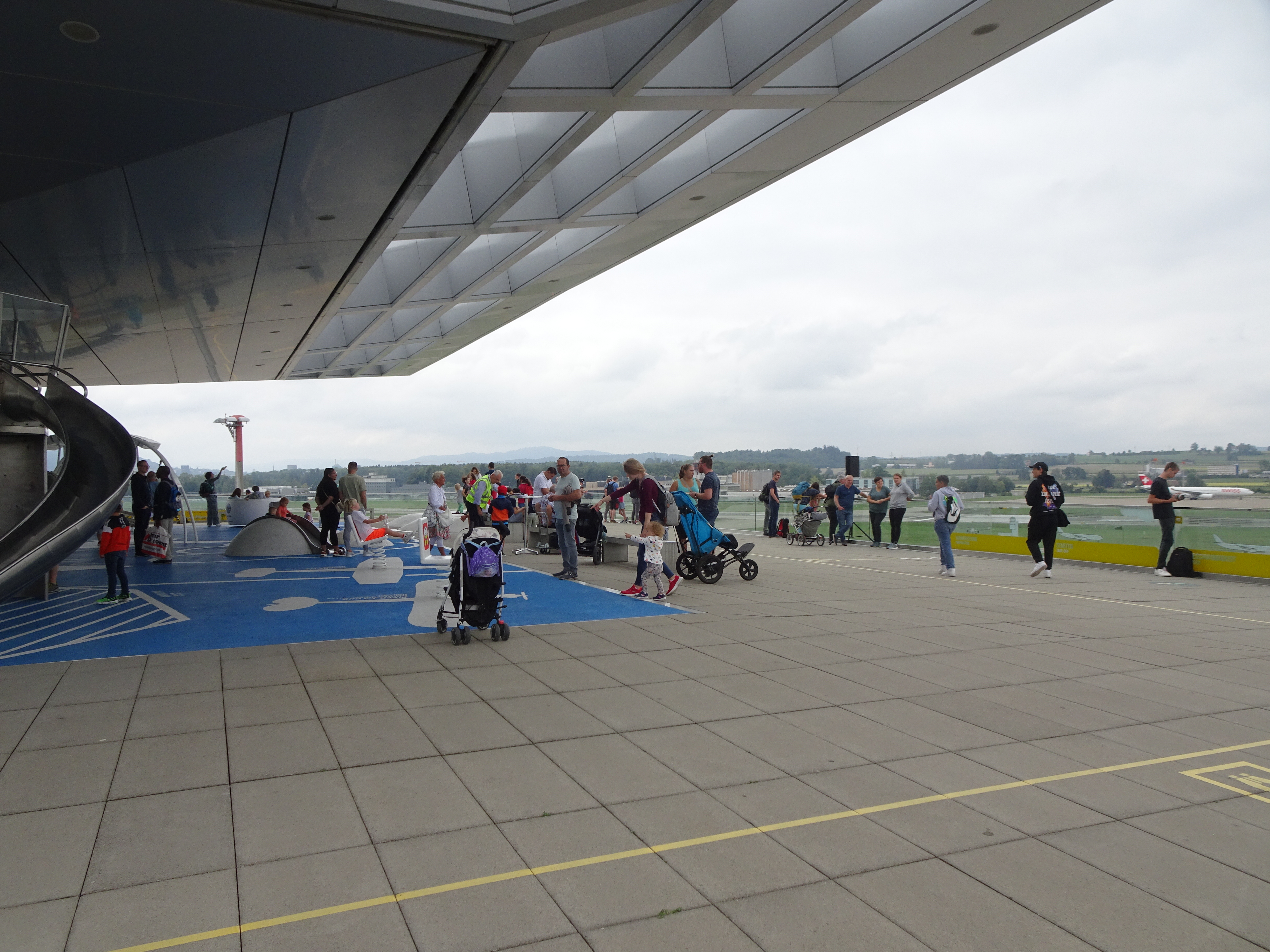
Vyhlídková terasa na letišti v Curychu
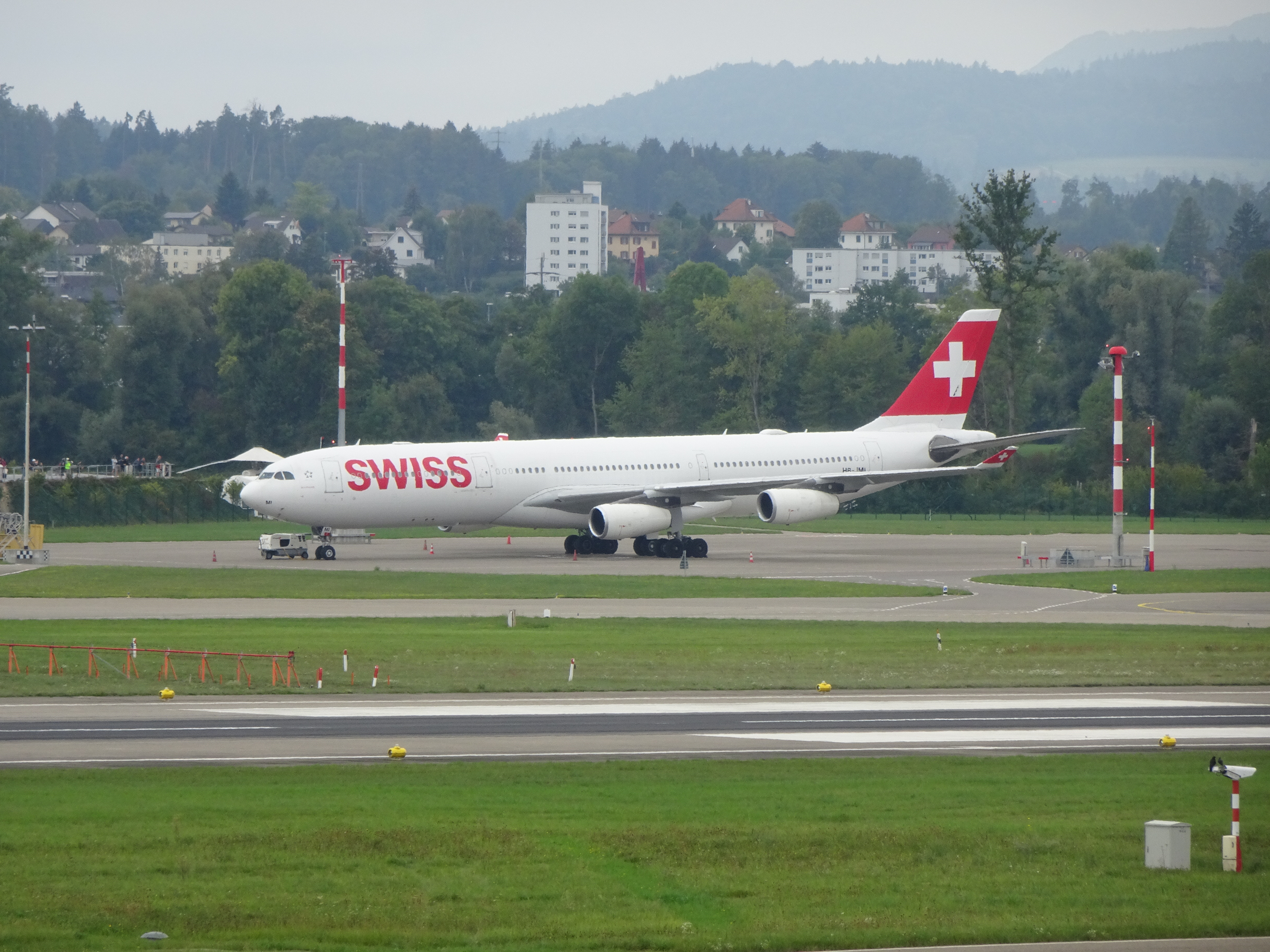
Airbus A340-313 registrace HB-JMI na curyšském letišti

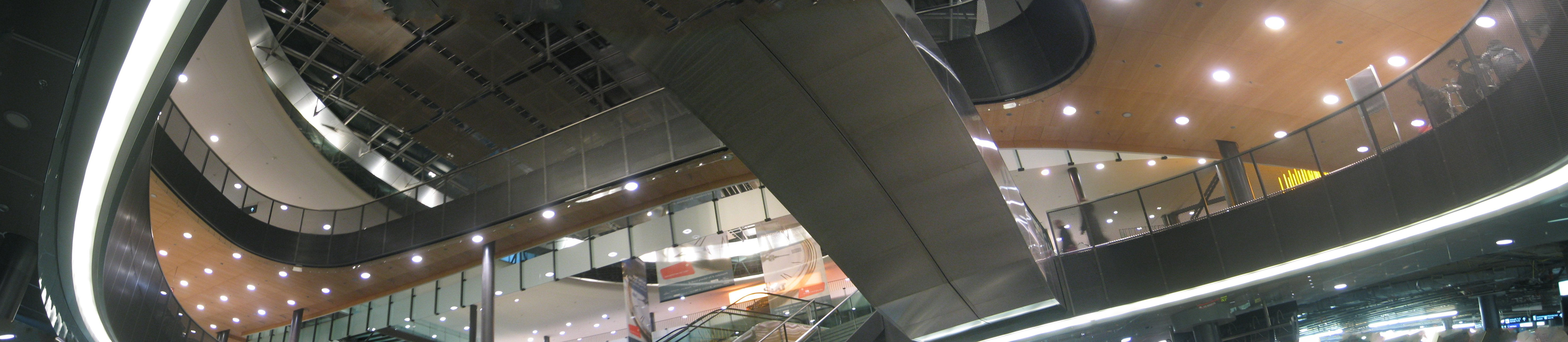
Panoráma interiéru letiště